# 比尤納維斯塔鎮區 (愛荷華州傑斯帕縣)
比尤納維斯塔鎮區（英語：Buena Vista Township）是位於美國愛荷華州傑斯帕縣的一個行政鎮區。

## 地方資料
根據2010年美國人口普查的數據，比尤納維斯塔鎮區的面積為93.01平方千米，當中陸地面積為92.92平方千米，而水域面積為0.09平方千米。當地共有人口635人，而人口密度為每平方千米6.83人。